# Conioscyphascus
Conioscyphascus — рід грибів. Назва вперше опублікована 2004 року. Анаморфна назва — Conioscypha Höhn., 1904

## Класифікація
До роду Conioscyphascus відносять 2 види:
- Conioscyphascus gracilis
- Conioscyphascus varius